# Боранкул
Боранкул (каз. Боранқұл, до 1999 года — Опорный) — село (ранее посёлок городского типа) в Бейнеуском районе Мангистауской области Казахстана. Административный центр и единственный населённый пункт Боранкулского сельского округа. Находится примерно в 110 км к северо-западу от села Бейнеу, административного центра района. Код КАТО — 473639100.

## История
Основано в 1948 году в связи с разведкой нефтяных месторождений.

## Экономика
Через Боранкул проходит газопровод Центральная Азия — Оренбург, нефтепровод Озен — Самара, водопровод Конырат — Кулсары.

## Население
В 1999 году население села составляло 4913 человек (2406 мужчин и 2507 женщин). По данным переписи 2009 года в селе проживало 6310 человек (3116 мужчин и 3194 женщины).